# 이재희 (1924년)
이재희(李載熙, 1924년 2월 29일 ~ 1986년 8월 4일)는 김좌진의 첫째 며느리이자 김두한의 부인이다. 본관은 전주(全州), 효령대군(이보)의 18대손.

## 생애

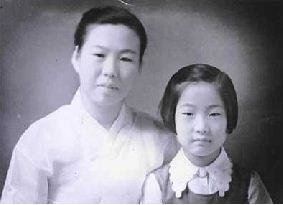
딸 김을동과 함께한 모습(1955년 1월)

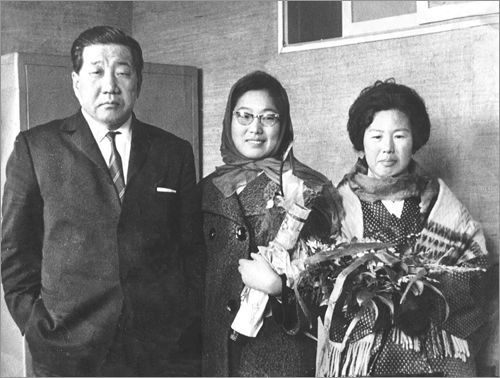
딸 김을동 여사의 1963년 2월 서울 풍문여자고등학교 졸업식에서 딸 김을동, 부군 김두한과 함께한 모습

대대로 서울에서 거주한 이재희는 1944년 김두한과 혼인했으며 1945년 10월 10일(음력 9월 5일)에 딸 김을동을 낳았다. 1950년 한국 전쟁 당시 서울 종로구 본가(삼청동)에 김두한을 찾기 위해 조선인민군들이 습격했으나 김두한이 집에 잘 들어오지 않는다는 점으로 인하여 고초를 피할 수 있었다. 삯 바느질 등으로 뒷바라지했고 1986년 8월 4일 가스중독으로 사망했다. 남편 김두한과 합장되었다.

## 가계
- 아버지 : 이경익
- 어머니 : 청주 한씨 부인
  - 부군 : 김두한
  - 본인 : 이재희
    - 딸 : 김을동(은퇴 연기자 출신 기업인이며 백야 선생 기념사업회 이사장. 부군은 송정웅 전직 대우전자 서비스 회장.)
      - 외손자 : 송일국
        - 외증손 : 송대한, 송민국, 송만세

      - 외손녀 : 송송이

## 이재희가 등장한 작품
- 《야인시대》(2002년 ~ 2003년) SBS, 배우 : 손민경 (청년), 변소정 (중, 장년)

## 가십거리

### 헛소문
SBS 드라마 야인시대 영향으로 익명의 누리꾼들로부터 이재희의 사진(개와 같이 찍은 사진)이 김두한의 첫사랑으로 유포되었다.

## 같이 보기
- KBS 연작 에세이 어머니 - 은퇴 탤런트 김을동 조강지처 5부작 2003년 8월 25일 ~ 29일 방송
- MBC 기분 좋은 날 1023회 2010년 8월 31일 방송